# Tuesdays with Morrie
Tuesdays with Morrie (br: A Última Grande Lição) é um telefilme estadunidense de 1999, dirigido por Mick Jackson, baseado no livro de mesmo título de Mitch Albom. É estrelado por Jack Lemmon em um papel pelo qual ele ganhou um prêmio Emmy. O filme foi ao ar originalmente na ABC em 5 de dezembro de 1999.

## Elenco
- Jack Lemmon – Morrie Schwartz
- Hank Azaria – Mitch Albom
- Wendy Moniz – Janine
- Caroline Aaron – Connie
- Bonnie Bartlett – Charlotte Schwartz
- Aaron Lustig – Rabbi Al Axelrod
- Bruce Nozick – Mr. Schwartz
- Ivo Cutzarida – Armand
- John Carroll Lynch – Walter Moran
- Kyle Sullivan – Young Morrie
- Dan Thiel – Shawn Daley
- Christian Meoli – Aldo